# Ги II де Понтье

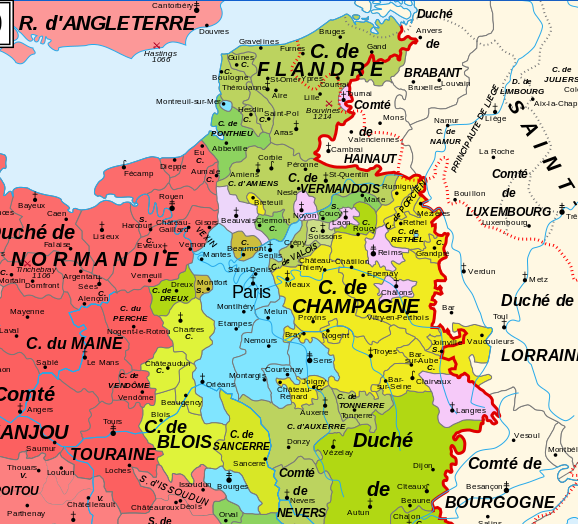
Графство Понтьё на карте Франции XII в. (обозначено зелёным цветом)

Ги II (фр. Guy II de Ponthieu; 1115 — 25 декабря 1147) — граф Понтье с 1126 года из династии Монгомери.

## Биография
Сын Гильома I — графа Понтье и сеньора Алансона, и его жены Елены Бургундской.
В 1126 году отец передал сыну Понтье, а себе оставил нормандские владения.
Ги II в 1137 году основал аббатство Валлуар.
В 1146 году он вместе с отцом отправился в крестовый поход и 25 декабря 1147 года был убит в Эфесе. Там и похоронен в одной из церквей.

## Семья
Жену Ги II звали Ида. Известны трое их детей:
- Жан I (ум. 1191), граф Понтье
- Ги, сеньор де Нуаель, предок дворянского рода Менье
- Агнесса, аббатиса в Монтрёй-сюр-Мер.